# Leila Aïchi
Leila Aïchi, née le 14 mai 1970 à Beaumont-sur-Oise, est une femme politique française, ancienne membre d'Europe Écologie Les Verts (EÉLV) et du Mouvement démocrate (MoDem). Elle est sénatrice de Paris de 2011 à 2017.

## Biographie

### Parcours
Leila Aïchi est une avocate spécialisée dans les problèmes environnementaux et préoccupée par la dégradation de l’environnement tant sur le plan national qu’au niveau international ; elle a accompagné l’Association Écologie sans frontières dans son combat pour la lutte contre la pollution de l'air.
Elle a également œuvré pour la défense du droit des étrangers.
Elle s’est engagée dans la promotion de nouveaux outils d’écodéveloppement, afin de privilégier un partenariat profitable à l'Europe et à l'Afrique ; elle est membre fondatrice de l’association Métafrica.

### Formation
Leila Aïchi est titulaire d'un diplôme d'études approfondies (DEA) en droit des affaires, d'un diplôme d'études supérieures spécialisées (DESS) en gestion d’entreprise et d'un master of Business Administration (MBA).

### Carrière politique
En 2010, Leila Aïchi est candidate aux élections régionales dans l’Essonne en sixième position sur la liste Europe Écologie - Les Verts menée par Jean-Vincent Placé.
Le 25 septembre 2011, en huitième position sur la liste PS-EELV-PC, elle est élue sénatrice de Paris. Leila Aïchi est avec Bariza Khiari, Samia Ghali et Esther Benbassa l'une des rares élues à incarner la « diversité »[Quoi ?] à la Haute assemblée.
Lors de l'élection régionale de 2015 en Île-de-France, elle annonce soutenir Valérie Pécresse et non Claude Bartolone pour le second tour. Elle déclare également quitter le mouvement Europe Écologie Les Verts, qui de son côté annonce son exclusion. Elle annonce en septembre 2016 rejoindre le Mouvement démocrate, tout en continuant de siéger au groupe écologiste du Sénat.
Elle soutient le candidat En marche Emmanuel Macron pour l'élection présidentielle de 2017. Elle reçoit l'investiture du mouvement La République en marche (LREM) dans la 9e circonscription des Français de l'étranger (Afrique de l'Ouest et du Nord) lors des élections législatives qui suivent, après le refus d'Augustin Augier. Mais, après avoir dénoncé « l’alignement systématique de la France sur la politique marocaine au Sahara occidental, et ce malgré les graves violations des droits de l’homme constatées par les ONG humanitaires », l'investiture lui est retirée le 17 mai 2017, (le Maroc jouant un rôle dans son éviction). Leila Aïchi considère que la véritable raison de son éviction provient « du ressentiment d’un candidat qui n’a pas été retenu » pour l'investiture, et regrette les « tambouilles politiciennes » au sein de En marche Maroc. Aucun candidat n'est plus investi par LREM dans cette 9e  circonscription. Leila Aïchi et M'jid El Guerrab se présentent alors chacun avec l'étiquette « majorité présidentielle », ce dernier, membre de la section Parti socialiste de Bagneux jusqu'en août 2016, reçoit le soutien non-officiel d'une cellule « Français de l’étranger » de « En marche », mais pas du mouvement national « La République en marche ». Cependant, juridiquement Leila Aïchi reste la candidate de « La République en marche », étant déjà enregistrée légalement sous cette étiquette auprès du ministère de l'Intérieur.
Si le nom de Leila Aïchi n'a pas été rétabli sur le site de LREM, son affiche officielle sur laquelle figure « La République en marche » a été validée par le ministère de l'Europe et des Affaires étrangères.
Elle arrive en tête du premier tour. À l'issue du second tour, M'jid El Guerrab l'emporte.